# Опасный человек (телесериал)
«Опасный человек» (англ. Danger Man; в США транслировался под названием Secret Agent, а в других странах — «Опасности назначения» и «Джон Дрейк») — культовый британский шпионский телесериал, который транслировался с 1960 года по 1968 год. В сериале американский актёр Патрик Макгуэн играет главную роль — секретного агента Джона Дрейка. Сценарий к этому сериалу был написан Ральфом Смартом. «Опасный человек» был выпущен при финансовой поддержке компаний Lew Grade и ITC Entertainment.

## Краткое содержание
С 1-й серии голос за кадром:
Каждое правительство имеет своё подразделение секретной службы. Америка — ЦРУ, Франция — Второе бюро, Англия — МИ5. У НАТО также есть своё подразделение. Грязная работа? Ну вот тогда они, как правило, обращаются ко мне или кому-то вроде меня. Ах, да, меня зовут Дрейк, Джон Дрейк.
Строка «У НАТО также есть своё подразделение» не всегда присутствует.

## Обзор программы
Эпизоды первых сезонов длятся по 24-25 минут и изображают Джона Дрейка работающим на разведывательную организацию, базирующуюся в Вашингтоне (округ Колумбия). В основном он действует по поручениям НАТО, однако его нередко направляют на миссии, далёкие от сферы полномочий Североатлантического Альянса. Задания часто приводят Дрейка в Африку, Латинскую Америку, или на Дальний Восток. В 9-й серии («Святилище») он заявляет, что является американцем ирландского происхождения.
Он иногда расходится с начальством во мнении по поводу этичности миссий. Многие дела Дрейка заключались во включении в зарубежные страны демократии, он также участвовал в расследованиях убийств и преступлений, затрагивающих интересы и США и НАТО.
Начиная со 2-го сезона, который транслировался через несколько лет после 1 сезона, длина серий была увеличена до 48-49 минут, а образ Дрейка был переосмыслен, и он стал британским агентом (хотя он называет себя ирландцем в серии Битва Камер), работающим на секретное британское правительственное агентство под названием M9 (аналог МИ6), хотя его английский акцент Центральной Атлантики сохраняется в течение первых нескольких серий в производстве). Кроме незначительных изменений работодателя и национальности, задача Дрейка остается той же: «взять на себя миссии с участием национальной и глобальной безопасности». В соответствии с эпизодического формата такого сериала в 1960-х годах, нет продолжающихся арок истории и нет никакой ссылки, основанной на приключениях Дрейка в НАТО в более поздних эпизодах об M9.

### Пилотная серия
Пилот был написан Брайаном Клеменсом, который позже принимал участие в создании сериала «Мстители». В интервью Клеменс сказал:
Portmeirion
Пилот, который я написал, назывался «Вид с Виллы» и он должен был происходить в Италии, но Менеджер производства установил место съёмок в Portmeirion, похожий на Италию. Он был гораздо ближе. И, очевидно что расположение места съемок крутилось у Патрика на уме, где позже Макгуэн, Патрик снял телесериал «Заключённый».
Второй директор пилота, согласно Клеменсу:
…снял пару локаций и задних планов и отправил текущие материалы обратно в монтажную студию в Elstree. Ральф Смарт посмотрел на них, они ему не понравились, и он позвал второго директора, сказав ему: «Посмотрите, это выглядит ужасно, вы никогда не станете режиссёром», а затем он уволил его. Имя второго директора? Джон Шлезингер.

### Показ в США
Сериал успешно стартовал в Европе, сделав Патрика Макгуэна знаменитым. Тем не менее, когда американское финансирование второго сезона провалилось, показ сериала был отменён. Первый сезон сериала транслировался на телеканале CBS с 5 апреля по 13 сентября 1961 года. На коробке DVD-релиза первого сезона от A&E Home Video 2000 года ошибочно утверждается, что эти эпизоды никогда не показывались в США.
После двухлетнего перерыва изменились две вещи: «Опасный человек» был впоследствии перепродан по всему миру, в то время как повторные показы создали общественный спрос на новые серии. Кроме того, к этому времени Джеймс Бонд стал популярным, равно как и сериал «Мстители» телеканала ABC. Создатель сериала «Опасный человек», Ральф Смарт, заново продумал идею сериала; эпизоды второго сезона, стартовавшего в 1964 году, серии были удлиненны до 49 минут и была придумана новая музыкальная тема, «Highwire». Дрейк приобрёл английский акцент и не конфликтовать с начальством (на первый взгляд). Возрождённый «Опасный человек» был в конце концов показан в США; теперь он носил называние «Секретный агент», и впервые транслировался как программа для летней замены на канале CBS. Музыкальной темой сериала стала песня «Secret Agent Man» в исполнении Джонни Риверса, завоевавшая популярность сама по себе. В других странах телесериал назывался «Опасности назначения» или «Джон Дрейк».

### Создание персонажа
В отличие от фильмов о Джеймсе Бонде, «Опасный человек» стремился к реализму, драматизируя напряженность холодной войны. Во второй сезоне, Дрейк — тайный агент британской внешней разведки. Как и в предыдущих сериях, Дрейк попадает в опасность с не всегда счастливым исходом; иногда долг заставляет его совершать действия, которые приводят к страданиям хороших людей. Дрейк не всегда делают то, что его начальство ему говорит.
Дрейк редко бывает вооружён, хотя он владеет видами кулачных боев, и гаджеты, которые он использует, выглядят правдоподобными.
Агент Дрейк использует свой интеллект, обаяние и быстрое мышление, а не силу. Он, как правило, играет роль, чтобы проникнуть в ситуацию, например, чтобы разыскать туристического агентство, наивного солдата, озлобленного экс-осуждённого, безмозглого плейбоя, властного врача, оппортунистического журналиста, неуклюжего туриста, хладнокровного наёмника, мягкого дипломата, вкрадчивого популярного диск-жокея, педантичного клерка, азартного игрока, или безупречного дворецкого .
В отличие от Джеймса Бонда, Дрейк часто показывает повторное использование гаджетов из предыдущих серий. Среди наиболее часто используемых — миниатюрный катушечный магнитофон, спрятанный в головке электробритвы или в пачке сигарет, и микрофон, который можно встроить в стену поблизости от цели с помощью аппарата, напоминающего дробовик, который работает
Когда Дрейк попадает в неприятности, всё редко оборачивается так, как было задумано. Он не безупречен — его арестовывают, он совершает ошибки, оборудование выходит из строя, тщательные планы не работают; Дрейку часто приходится импровизировать, придумывая альтернативный план. Иногда расследование не удается, и он просто совершает что-либо провокационное, чтобы свести дело на нет. Люди, которым он доверяет могут оказаться ненадёжными или некомпетентными; он находит неожиданных союзников.
Джон Дрейк, в отличие от Бонда, никогда не ухаживал за женщинами, поскольку Патрик Макгуэн стремился сделать сериал для семейного просмотра. Дрейк использует своё огромное обаяние в шпионской деятельности, и женщины часто увлекались им, но зрителям оставалось лишь предположить, что происходит с личной жизнью Дрейка. Патрик Макгуэн осудил сексуальную распущенность Джеймса Бонда и Святого (телесериал «Святой»), эти роли он отверг, хотя он играл романтические роли перед «Опасным человеком».
Единственные исключения из этого правила были две «связанные» серии из этого сериала: «У вас нет никаких проблем?» и «Собираетесь ли вы быть более постоянным ?», в которых Дрейк встречает двух разных женщин — обеих играет Сьюзен Хэмпшир — которые содержат многочисленные сходства в диалогах и в обоих концах с Дрейком в псевдо-романтическом обстоятельстве с героиней Хэмпшир.
Дрейка также показали влюбляющегося в исполнительницу главной роли в серии «Чёрный список», хотя ничего из этого не вышло; эта серия — также один из единственных подлинников, которые непосредственно обращаются к одиночеству Дрейка в его выбранной профессии.
Джон Дрейк не был слепым к положительным качествам противоположного пола, часто комментируя привлекательность своего последнего партнёра. Вывод — это непрактично для него, чтобы начать любую связь. Также является фактом то, что многие дамы в сериале были роковыми женщинами, и в большой степени участвующие в самих заговорах, с которыми борется Дрейк.
Хотя злодеев часто убивают, сам Дрейк делает это редко. За весь сериал только один человек погибает от выстрела Дрейка, в одной из последних получасовых серий 1960 года. Другой случай стрельбы в серии «Вездесущий мистер Лавгроув» оказывается происходящим во сне.
Случаев использования Дрейком не огнестрельного, но смертоносного оружия в сериале меньше десятка. Тем не менее, «Энциклопедия американского телевидения XX века» Рона Лэкменна ошибочно называет «Опасного человека» одним из самых жестоких сериалов в истории кино.

### Приглашённые звёзды
Во втором сезоне Дрейк с неохотой подчиняется своим начальникам в M9, сначала Гортону (Рэймонд Адамсон), а позже — Адмиралу, или Хоббсу (Питер Мэдден). В первом сезоне у него были напряженные, но более дружелюбные отношения с Харди (Ричард Уоттис). Во многих сериях появлялись такие приглашённые звёзды, как Морис Денхэм, Джоан Гринвуд, Джон Ле Мезюрье, Сильвия Симс и Берт Куоук.

## История создания
Согласно комментариям писателя Эндрю Пиксли к CD «Оригинальный саундтрек „Опасного человека“», Ян Флеминг работал над экранизацией романов о Джеймсе Бонде совместно с Ральфом Смартом. До этого единственной такой экранизацией была телепостановка «Казино Рояль», вышедшая в 1954 году. Флеминг отказался от участия в проекте, и его место занял Иэн Стюарт Блэк, который предложил новый формат и персонажа, известного как «Одинокий волк». Эти идеи воплотились в «Опасном человеке». Тем временем Флеминг участвовал в подготовке съёмок американского сериала «Агенты А.Н.К.Л.». Неизвестно, в какой степени Джон Дрейк был творением Смарта, а в какой — актера Патрика Макгуэна. В США телеканал CBS транслировал некоторые серии первого сезона «Опасного человека» 1961 году в качестве летней замены вестерна «Разыскивается живым или мёртвым». Тот же телеканал транслировал второй и третий сезоны сериала в 1965—1966 годах, но уже под названием «Секретный агент».

### Песни
- 1961 — Тема из Danger Man, «Красной Цена Combo» (главная тема используется в 1-й серии) — Parlophone 45 R 4789
- 1964 — Опасность Человек «Прокат провода», «Боб Leaper оркестр» (. Альтернатива главной темой, не используется ни в каких эпизодах Особенности электрическое пианино) — PYE 7Н 15700
- 1965 — Опасность Человек «Прокат провода», «Эдвин Эстли оркестр» (не используется в серии, аранжировка влиянием серии 4 тему договоренность) — RCA 1492
- 1965 — Опасность Человек «Прокат провода», «Айвор Slaney оркестр» (альтернативные меры, не используется ни в каких эпизодах) — HMV POP 1347

## Оригинальные романы и комиксы
Несколько оригинальных романов, основанных на Danger Man были опубликованы в Великобритании и США, большинство во 1965 и 1966.